# Олівер Вільямсон
Олівер Вільямсон (англ. Oliver E. Williamson; 27 вересня 1932, Супіріор, шт. Вісконсин — 21 травня 2020) — американський економіст, представник неоінституціоналізму. Лауреат Нобелівської премії з економіки 2009 року разом з Елінор Остром «За роботу з аналізу економічного управління». Олівер Вільямсон — один з відомих класичних інституціоналістів. Його роботи з теорії управління і внутрішньокорпоративних трансакцій стали основою безлічі практичних застосувань. Йдеться про проблеми, з якими стикаються економісти, що працюють на стику економіки і права, зокрема, в економіці контрактів. В середині ХХ ст. були знайдені підходи, що дали початок новому науковому напряму, який дістав назву «Інституційна економіка або теорія трансакційних витрат». Основними працями Олівера Вільямсона в економіці вважаються «Корпоративний контроль і ділова поведінка: дослідження ефектів організаційної форми підприємницького вибору» і «Ринки та ієрархія: аналіз і антитрестовські висновки». Лауреат Нобелівської премії з економіки 2009 р. (разом з Е. Остром) «за дослідження в галузі економічного управління».
Був студентом Рональда Коуза, Герберта Саймона та спеціалізувався на транзакційних видатках.
Бакалавр (1955) Массачусетського технологічного інституту, магістр (1960) Стенфордського університету, доктор філософії (1963) університету Карнеги — Меллона. Працював в Пенсільванському (1965—1983) та Єльському (1983—1988) університетах. Професор (з 1988) Каліфорнійського університету (кампус в Берклі). Лауреат премії Ректенвальда (2004). Входить в редакційну колегію Journal of Economic Methodology. Почесний член Американської економічної спілки.
Чотири типи специфічності активів за Вільямсоном
З іншого боку, в результаті інвестицій у специфічні активи, інвестор виявляється обмеженим угодою зі своїм новим партнером. Оскільки ресурси зазвичай вичерпні, у продюсера втрачається колишня свобода вибору серед великого числа приблизно рівноцінних «об'єктів інвестицій», і він концентрується на одному чи кількох талантах.
Розрив відносин різнозначний втраті капіталу, вкладеного у специфічні активи, оскільки вони пристосовані до партнера і мають нижчу цінність для інших. Таке перетворення конкурентної ситуації у монопольну Вільямсон назвав «фундаментальною трансформацією», що є перешкодою на шляху до вільного ринку.
Велику увагу Вільямсон приділяє теорії контрактів. Учений наводить три форми договорів залежно від рівня специфічності транзакцій, які вони обслуговують.
Кожному типу контракту відповідає особлива регулятивна структура — governance structure — організаційний механізм, який використовують для оцінки поведінки учасників, вирішення суперечностей та встановлення санкцій.
Захист класичного контракту забезпечує ринок, оскільки дозволяє легко відмовитися від угоди з недобросовісними учасниками на користь конкурентів. Неокласичні угоди регулюються тристоронньою структурою, що має форму зовнішнього арбітражу.
Регулювання контрактів взаємин, що характеризуються інвестиціями у специфічні активи, здійснюється або через неформальні довірчі відносини, або через створення єдиної ієрархічної структури — фірми, у якій рішення приймає одна із сторін.
Головна теза Вільямсона полягає у тому, що фірма має контрактне походження і забезпечує надійніший захист специфічних ресурсів від здирництва та складних обставин. Однак учасники за переваги фірми розплачуються послабленням стимулів до економічної активності, які на конкурентному ринку значно вищі.
Схема, запропонована ученим, наочно пояснює генезис фірми та вибір її меж. Якщо рівень специфічності активів k дорівнює нулю, тобто економічна операція є простою і масовою, найефективніше придбати необхідний актив на вільному ринку.
Якщо необхідно отримати специфічний одиничний продукт, ресурс чи послугу, постає проблема вибору. Можна, як і раніше, звернутися до ринку. Однак, не захистивши угоду купівлі-продажу спеціальними заходами — s=0, учасники наражаються на неодмінний ризик отримати кота у мішку і заплатити «ex poste».
Саме тому ефективніше буде здійснити певні транзакційні витрати — s>0 — на розкриття інформації, визначення штрафів за порушення зобов'язань, нагляд за їх виконанням.
Для цього можна використати надійні контракти, які згодом перетворюються на стійкі неформальні відносини між фірмами — побудова гібридної організації. Якщо такий варіант неможливий, то єдине, що залишається, — об'єднатися з власником специфічного активу у рамках однієї фірми чи вертикально-інтегрованої структури.
Таким чином, Олівер Вільямсон розробив власну теорію меж фірми, яка розглядала підприємство як особливий механізм вирішення конфліктів. Американський учений зумів довести, що ринки та фірми — це альтернативні структури управління, що відрізняються підходами до вирішення конфліктів інтересів їх учасників.
У першому випадку механізм вирішення конфліктів полягатиме у законодавчому захисті торгових контрактів і можливості зміни ненадійного контрагента, у другому — через ієрархічну схему наказів та розпоряджень менеджменту.
Такий погляд на сутність фірми кардинально відрізнявся від принципів класичної та неокласичної економічної теорії, що розглядала фірму як чорну скриньку, яка трансформує входи ресурсів на виходи продукції відповідно до технологічних законів.
Інтитуціоналісти вважають, що це бачення далеке від реальної суті фірми, оскільки величезна кількість економічних процесів відбувається всередині підприємств. Утім, Вільямсон не відкидає надбання неокласиків, адже їх теорія не вивчала внутрішні процеси, а пояснювала, як цінова система координує використання ресурсів.
Недоліком ринків є втрати внаслідок непорозумінь, зривів домовленостей та розходжень інтересів між учасниками торгу. Недоліком фірми є зловживання з боку керівництва, які, однак, пом'якшують конкуренцію між колишніми учасниками ринку.
Також робота на фірмі може демотивувати найнятий персонал, оскільки зникають конкурентні стимули, характерні для фрилансерів та приватних підприємців.
Основні праці
- «Корпоративний контроль та ділова поведінка: дослідження ефектів організаційної форми підприємницького вибору» (Corporate Control and Business Behavior: An Inquiry into the Effects of Organization Form on Enterprise Behavior, 1970);
- «Ринки і ієрархія: аналіз та антитрестові наслідки» (Markets and Hierarchies: Analysis and Antitrust Implications, 1975).